# Alessandro Zan
Alessandro Zan (ur. 4 października 1973 w Padwie) – włoski polityk i samorządowiec, działacz na rzecz osób LGBT, deputowany krajowy, poseł do Parlamentu Europejskiego X kadencji.

## Życiorys
Z wykształcenia inżynier telekomunikacji, studia na Uniwersytecie Padewskim ukończył w 2003. Pracował w spółkach prawa handlowego. Był działaczem Demokratów Lewicy oraz partii Lewica, Ekologia, Wolność. W 2014 przystąpił do Partii Demokratycznej. Wszedł później w skład sekretariatu krajowego tego ugrupowania.
Jest jawnym gejem; objął funkcję przewodniczącego organizacji Arcigay w regionie Wenecja Euganejska.
W 2004 został radnym miejskim w Padwie, w latach 2009–2013 był asesorem we władzach miejskich, odpowiadając m.in. za sprawy środowiska, współpracy międzynarodowej i pracy. W wyborach w 2013 po raz pierwszy został wybrany do Izby Deputowanych. Z powodzeniem ubiegał się o reelekcję w 2018 i 2022. Był pomysłodawcą ustawy przewidującej kary pozbawienia wolności za tzw. przestępstwa z nienawiści; projekt ten określony jako Ddl Zan został jednak odrzucony w 2021 w Senacie.
W wyborach w 2024 uzyskał mandat posła do Parlamentu Europejskiego X kadencji w dwóch okręgach, decydując się na jego objęcie z okręgu północno-wschodniego.